# 米罗尔 (阿韦龙省)
米罗尔（法語：Murols）是法国阿韦龙省的一个市镇，属于罗德兹区（Rodez）米德巴尔雷县（Mur-de-Barrez）。该市镇2009年时的人口为113人。

## 人口
米罗尔人口变化图示
| 数据来源：INSEE |